# Frankrijk op de Olympische Zomerspelen 1996
Frankrijk nam deel aan de Olympische Zomerspelen 1996 in Atlanta, Verenigde Staten. Het land won in totaal zevenendertig medailles, waarvan vijftien gouden.

## Medailleoverzicht
| Sport        | Olympiër(s)                                                                        | Onderdeel                     | Medaille |
| ------------ | ---------------------------------------------------------------------------------- | ----------------------------- | -------- |
| Atletiek     | Jean Galfione                                                                      | polsstokhoogspringen (m)      | Goud     |
| Atletiek     | Marie-José Pérec                                                                   | 200m (v)                      | Goud     |
| Atletiek     | Marie-José Pérec                                                                   | 400m (v)                      | Goud     |
| Judo         | Djamel Bouras                                                                      | -78kg (m)                     | Goud     |
| Judo         | David Douillet                                                                     | +95kg (m)                     | Goud     |
| Judo         | Marie-Claire Restoux                                                               | -52kg (v)                     | Goud     |
| Kanovaren    | Frank Adisson Wilfrid Forgues                                                      | C-2 slalom (m)                | Goud     |
| Schermen     | Laura Flessel                                                                      | degen (v)                     | Goud     |
| Schermen     | Valérie Barlois Laura Flessel Sophie Moressee-Pichot                               | degen team (v)                | Goud     |
| Schietsport  | Jean Pierre Amat                                                                   | 50m geweer 3 houdingen (m)    | Goud     |
| Wielersport  | Florian Rousseau                                                                   | tijdrit (m)                   | Goud     |
| Wielersport  | Christophe Capelle Philippe Ermenault Jean-Michel Monin Francis Moreau Hervé Thuet | ploegenachtervolging (m)      | Goud     |
| Wielersport  | Jeannie Longo-Ciprelli                                                             | wegwedstrijd (v)              | Goud     |
| Wielersport  | Félicia Ballanger                                                                  | sprint (v)                    | Goud     |
| Wielersport  | Nathalie Lancien                                                                   | puntenkoers (v)               | Goud     |
| Roeien       | Gilles Bosquet Daniel Fauché Olivier Moncelet Bertrand Vecten                      | vier-zonder (m)               | Zilver   |
| Schermen     | Lionel Plumenail                                                                   | floret (m)                    | Zilver   |
| Schermen     | Valérie Barlois                                                                    | degen (v)                     | Zilver   |
| Wielersport  | Philippe Ermenault                                                                 | individuele achtervolging (m) | Zilver   |
| Wielersport  | Marion Clignet                                                                     | individuele achtervolging (v) | Zilver   |
| Wielersport  | Jeannie Longo-Ciprelli                                                             | tijdrit (v)                   | Zilver   |
| Worstelen    | Ghani Yalouz                                                                       | -68kg Grieks-Romeins (m)      | Zilver   |
| Atletiek     | Patricia Girard                                                                    | 100m horden (v)               | Brons    |
| Judo         | Christophe Gagliano                                                                | -71kg (m)                     | Brons    |
| Judo         | Stéphane Traineau                                                                  | -95kg (m)                     | Brons    |
| Judo         | Christine Cicot                                                                    | -52kg (v)                     | Brons    |
| Kanovaren    | Patrice Estanguet                                                                  | C-1 slalom (m)                | Brons    |
| Kanovaren    | Myriam Fox-Jerusalmi                                                               | K-1 slalom (m)                | Brons    |
| Paardensport | Alexandra Ledermann                                                                | springconcours individueel    | Brons    |
| Roeien       | Samuel Barathay Frédéric Kowal                                                     | dubbel-twee (m)               | Brons    |
| Roeien       | Michel Andrieux Jean-Christophe Rolland                                            | twee-zonder (m)               | Brons    |
| Roeien       | Hélène Cortin Christine Gossé                                                      | twee-zonder (v)               | Brons    |
| Schermen     | Franck Boidin                                                                      | floret (m)                    | Brons    |
| Schermen     | Jean-Michel Henry Robert Leroux Éric Srecki                                        | degen team (m)                | Brons    |
| Schermen     | Damien Touya                                                                       | sabel (m)                     | Brons    |
| Schietsport  | Jean Pierre Amat                                                                   | 10m luchtgeweer (m)           | Brons    |
| Wielersport  | Miguel Martinez                                                                    | mountainbike (m)              | Brons    |

## Deelnemers en resultaten

### Atletiek
| Olympiër                                                        | Onderdeel                | Resultaat | Prestatie                                                                                       |
| --------------------------------------------------------------- | ------------------------ | --------- | ----------------------------------------------------------------------------------------------- |
| Needy Guims                                                     | 100m (m)                 | 35e       | serie 10: 2e in 10,39 kwartfinale 2: 7e in 10,43                                                |
| Pascal Theophile                                                | 100m (m)                 | 31e       | serie 7: 3e in 10,41 kwartfinale 4: 6e in 10,38                                                 |
| Jean-Louis Rapnouil                                             | 400m (m)                 | 26e       | serie 4: 2e in 45,93 kwartfinale 4: 5e in 45,74                                                 |
| Jimmy Jean-Joseph                                               | 800m (m)                 | 22e       | serie 4: 4e in 1.45,64 halve finale 3: 6e in 1.48,50                                            |
| Bruno Konczylo                                                  | 800m (m)                 | 13e       | serie 2: 3e in 1.46,04 halve finale 1: 7e in 1.48,02                                            |
| Kader Chekhemani                                                | 1500m (m)                | 13e       | serie 4: 3e in 3.37,81 halve finale 1: 8e in 3.34,84                                            |
| Mickaël Damian                                                  | 1500m (m)                | 39e       | serie 3: 8e in 3.39,21                                                                          |
| Eric Dubus                                                      | 1500m (m)                | 53e       | serie 5: 9e in 3.47,01                                                                          |
| Abdellah Béhar                                                  | 10000m (m)               | DNF       | serie 2: niet gefinisht                                                                         |
| Mohamed Ezzher                                                  | 10000m (m)               | 39e       | serie 1: 18e in 29.55,34                                                                        |
| Vincent Clarico                                                 | 110m horden (m)          | 9e        | serie 6: 2e in 13,52 kwartfinale 1: 4e in 13,57 halve finale 2: 5e in 13,43                     |
| Emmanuel Romary                                                 | 110m horden (m)          | 28e       | serie 8: 5e in 13,68 kwartfinale 2: 8e in 13,81                                                 |
| Nadir Bosch                                                     | 3000m steeplechase (m)   | 23e       | serie 2: 7e in 8.31,65 halve finale 2: 12e in 8.47,31                                           |
| Hermann Lomba Régis Groisard Pascal Theophile Needy Guims       | 4x100m (m)               | DNF       | serie 5: 2e in 39,00 halve finale 2: 4e in 38,82 finale: niet gefinisht                         |
| Jean-Olivier Brosseau                                           | 20km snelwandelen (m)    | 35e       | 1:26.29                                                                                         |
| Denis Langlois                                                  | 20km snelwandelen (m)    | 14e       | 1:23.08                                                                                         |
| Thierry Toutain                                                 | 20km snelwandelen (m)    | 10e       | 1:21.56                                                                                         |
| Martial Fesselier                                               | 50km snelwandelen (m)    | 28e       | 4:04.42                                                                                         |
| René Piller                                                     | 50km snelwandelen (m)    | 19e       | 3:58.00                                                                                         |
| Thierry Toutain                                                 | 50km snelwandelen (m)    | DSQ       | gediskwalificeerd                                                                               |
| Emmanuel Bangué                                                 | verspringen (m)          | 4e        | kwalificatie groep B: 4e met 8,09m finale: 4e met 8,19m                                         |
| Alain Andji                                                     | polsstokhoogspringen (m) | 9e        | kwalificatie groep A: 1e met 5,70m finale: 9e met 5,70m                                         |
| Jean Galfione                                                   | polsstokhoogspringen (m) | Goud      | kwalificatie groep B: 3e met 5,70m finale: 1e met 5,92m                                         |
| Gilles Dupray                                                   | kogelslingeren (m)       | 19e       | kwalificatie groep A: 10e met 74,04m                                                            |
| Christophe Épalle                                               | kogelslingeren (m)       | 17e       | kwalificatie groep A: 9e met 74,22m                                                             |
| Raphaël Piolanti                                                | kogelslingeren (m)       | 11e       | kwalificatie groep B: 5e met 76,44m finale: 11e met 75,24m                                      |
| Sébastien Levicq                                                | tienkamp (m)             | 17e       | 8192 punten                                                                                     |
| Christian Plaziat                                               | tienkamp (m)             | 11e       | 8282 punten                                                                                     |
|                                                                 |                          |           |                                                                                                 |
| Odiah Sidibé                                                    | 100m (v)                 | 16e       | serie 2: 3e in 11,40 kwartfinale 1: 4e in 11,38 halve finale 1: 8e in 11,35                     |
| Marie-José Pérec                                                | 200m (v)                 | Goud      | serie 6: 1e in 22,62 kwartfinale 3: 1e in 22,24 halve finale 1: 1e in 22,07 finale: 1e in 22,12 |
| Marie-José Pérec                                                | 400m (v)                 | Goud      | serie 4: 3e in 51,82 kwartfinale 2: 1e in 51,00 halve finale 2: 1e in 49,19 finale: 1e in 48,25 |
| Viviane Dorsile                                                 | 800m (v)                 | 11e       | serie 2: 4e in 2.00,02 halve finale 1: 7e in 2.00,68                                            |
| Patricia Djaté-Taillard                                         | 800m (v)                 | 6e        | serie 5: 2e in 1.58,98 halve finale 2: 3e in 1.57,93 finale: 6e in 1.56,91                      |
| Blandine Bitzner-Ducret                                         | 1500m (v)                | 15e       | serie 2: 5e in 4.13,83 halve finale 1: 8e in 4.12,27                                            |
| Frederique Quentin                                              | 1500m (v)                | 25e       | serie 1: 9e in 4.15,95                                                                          |
| Chantal Dällenbach                                              | 10000m (v)               | 26e       | serie 2: 15e in 33.22,85                                                                        |
| Farida Fates                                                    | 10000m (v)               | 32e       | serie 1: 15e in 34.38,49                                                                        |
| Cécile Cinélu                                                   | 100m horden (v)          | 23e       | serie 4: 6e in 13,05 kwartfinale 1: 6e in 13,06                                                 |
| Patricia Girard-Leno                                            | 100m horden (v)          | Brons     | serie 2: 2e in 12,84 kwartfinale 2: 3e in 12,72 halve finale 1: 2e in 12,59 finale: 3e in 12,65 |
| Monique Tourret                                                 | 100m horden (v)          | 28e       | serie 3: 4e in 13,12 kwartfinale 4: 7e in 13,17                                                 |
| Sandra Citte Odiah Sidibe Patricia Girard-Leno Marie-José Pérec | 4x100m (v)               | 6e        | serie 3: 2e in 43,09 finale: 6e in 42,76                                                        |
| Francine Landre Viviane Dorsile Evelyne Elien Elsa de Vassoigne | 4x400m (v)               | 8e        | serie 1: 3e in 3.28,07 finale: 8e in 3.28,46                                                    |
| Nadia Prasad                                                    | marathon (v)             | 56e       | 2:50.05                                                                                         |
| Nathalie Fortain                                                | 10km snelwandelen (v)    | 31e       | 46.43                                                                                           |
| Valérie Nadaud                                                  | 10km snelwandelen (v)    | 36e       | 47.49                                                                                           |
| Isabelle Devaluez                                               | discuswerpen (v)         | 37e       | kwalificatie groep B: 19e met 55,08m                                                            |
| Nadine Auzeil                                                   | speerwerpen (v)          | 31e       | kwalificatie groep B: 16e met 52,71m                                                            |

### Badminton
| Olympiër        | Onderdeel     | Resultaat | Prestatie                                          |
| --------------- | ------------- | --------- | -------------------------------------------------- |
| Etienne Thobois | enkelspel (m) | 33e       | 1e ronde: V van CHN Sun: 5-15, 6-15                |
|                 |               |           |                                                    |
| Sandra Dimbour  | enkelspel (v) | 17e       | 1e ronde: vrij 2e ronde: V van KOR Kim: 2-11, 3-11 |

### Boksen
| Olympiër             | Onderdeel   | Resultaat | Prestatie |
| -------------------- | ----------- | --------- | --- |
| Rachid Bouaita       | -54kg (m)   | 5e        | 1e ronde: W van KAZ Abubakirov: 10-4 2e ronde: W van SVK Krizan: 13-6 kwartfinale: V van CUB Mesa: 8-15                     |
| Nordine Mouchi       | -63,5kg (m) | 5e        | 1e ronde: W van PAK Usman: knock-out 2e ronde: W van BLR Bykovsky: 17-6 kwartfinale: V van GER Urkal: 8-19                  |
| Hussein Bayram       | -67kg (m)   | 17e       | 1e ronde: V van USA Vargas: 6-10                                                                                            |
| Jean-Paul Mendy      | -75kg (m)   | 17e       | 1e ronde: V van GER Ottke: 4-11                                                                                             |
| Jean-Louis Mandengue | -81kg (m)   | 9e        | 1e ronde: W van IRI Pourtaghi: 21-9 2e ronde: V van BRA Bisco Jr.: scheidsrechterlijke beslissing                           |
| Christophe Mendy     | -91kg (m)   | 5e        | 1e ronde: vrij 2e ronde: W van ROU Bali: scheidsrechterlijke beslissing kwartfinale: V van CAN Defiagbon: gediskwalificeerd |
| Josué Blocus         | +91kg (m)   | 9e        | 1e ronde: W van VEN Guevara: scheidsrechterlijke beslissing 2e ronde: V van AZE Mamedov: scheidsrechterlijke beslissing     |

### Boogschieten
| Olympiër                                     | Onderdeel       | Resultaat | Prestatie |
| -------------------------------------------- | --------------- | --------- | --- |
| Sébastien Flute                              | individueel (m) | 39e       | plaatsingsronde: 46e met 644 punten 1e ronde: V van NOR Grov: 158-161 |
| Damien Letulle                               | individueel (m) | 56e       | plaatsingsronde: 26e met 657 punten 1e ronde: V van ITA Parenti: 150-161 |
| Lionel Torres                                | individueel (m) | 8e        | plaatsingsronde: 45e met 644 punten 1e ronde: W van AUS Fairweather: 165-154 2e ronde: W van JPN Yamamoto: 164-163 3e ronde: W van MEX Anchondo: 159-158 kwartfinale: V van BEL Vermeiren: 106-111 |
| Sébastien Flute Damien Letulle Lionel Torres | team (m)        | 9e        | plaatsingsronde: 10e met 1945 punten 1e ronde: V van Finland: 244-245 |
|                                              |                 |           | |
| Séverine Bonal                               | individueel (m) | 20e       | plaatsingsronde: 40e met 632 punten 1e ronde: W van INA Damanhuri: 156-151 2e ronde: V van KOR Kim: 151-156                                                                                        |

### Gewichtheffen
| Olympiër       | Onderdeel | Resultaat | Prestatie                                                     |
| -------------- | --------- | --------- | ------------------------------------------------------------- |
| Eric Bonnel    | -54kg (m) | 11e       | trekken: 6e met 115 kg stoten: 13e met 135 kg totaal: 250 kg  |
| Cédric Plançon | -91kg (m) | 19e       | trekken: 20e met 155 kg stoten: 17e met 190 kg totaal: 345 kg |

### Gymnastiek
| Olympiër | Onderdeel                | Resultaat | Prestatie                                                                                          |
| Ritmisch | Ritmisch                 | Ritmisch  | Ritmisch                                                                                           |
| --- | ------------------------ | --------- | -------------------------------------------------------------------------------------------------- |
| Eva Serrano | individueel (v)          | 6e        | kwalificatie: 7e met 38,148 punten halve finale: 8e met 38,615 punten finale: 6e met 38,816 punten |
| Charlotte Camboulives Caroline Chimot Sylvie Didone Audrey Grosclaude Frédérique Léhon Nadia Mimoun               | team (v)                 | 6e        | kwalificatie: 5e met 38,233 punten finale: 4e met 38,199 punten                                    |
| Turnen |                          |           | |
| Thiérry Aymes | vloer (v)                | 4e        | kwalificatie: 8e met 19,324 punten finale: 4e met 9,75 punten                                      |
| Patrice Casimir                                                                                                   | paard met bogen (v)      | 4e        | kwalificatie: 5e met 19,425 punten finale: 4e met 9,762 punten                                     |
| Eric Poujade | paard met bogen (v)      | 7e        | kwalificatie: 4e met 19,437 punten finale: 7e met 9,35 punten                                      |
| Thiérry Aymes | individuele meerkamp (m) | 102e      | kwalificatie: 102e met 75,361 punten                                                               |
| Patrice Casimir                                                                                                   | individuele meerkamp (m) | 36e       | kwalificatie: 23e met 113,424 punten                                                               |
| Sébastien Darrigade                                                                                               | individuele meerkamp (m) | 94e       | kwalificatie: 94e met 84,162 punten                                                                |
| Frédéric Lemoine                                                                                                  | individuele meerkamp (m) | 85e       | kwalificatie: 85e met 92,987 punten                                                                |
| Frédérick Nicolas                                                                                                 | individuele meerkamp (m) | 33e       | kwalificatie: 39e met 111,500 punten finale: 33e met 55,862 punten                                 |
| Eric Poujade | individuele meerkamp (m) | 93e       | kwalificatie: 93e met 84,836 punten                                                                |
| Sébastien Tayac                                                                                                   | individuele meerkamp (m) | 26e       | kwalificatie: 27e met 113,086 punten finale: 26e met 56,699 punten                                 |
| Thiérry Aymes Patrice Casimir Sébastien Darrigade Frédéric Lemoine Frédérick Nicolas Eric Poujade Sébastien Tayac | meerkamp team (m)        | 11e       | 565,781 punten                                                                                     |
| |                          |           | |
| Cécile Canqueteau                                                                                                 | individuele meerkamp (v) | 45e       | kwalificatie: 45e met 74,461 punten                                                                |
| Ludivine Furnon                                                                                                   | individuele meerkamp (v) | 19e       | kwalificatie: 35e met 75,474 punten finale: 19e met 38,243 punten                                  |
| Laure Gély | individuele meerkamp (v) | 100e      | kwalificatie: 100e met 36,562 punten                                                               |
| Isabelle Severino                                                                                                 | individuele meerkamp (v) | 13e       | kwalificatie: 26e met 76,173 punten finale: 13e met 38,524 punten                                  |
| Elvire Teza | individuele meerkamp (v) | 16e       | kwalificatie: 33e met 75,797 punten finale: 16e met 38,454 punten                                  |
| Orélie Troscompt                                                                                                  | individuele meerkamp (v) | 9e        | kwalificatie: 99e met 37,062 punten                                                                |
| Emilie Volle | individuele meerkamp (v) | 36e       | kwalificatie: 36e met 75,335 punten                                                                |
| Cécile Canqueteau Ludivine Furnon Laure Gély Isabelle Severino Elvire Teza Orélie Troscompt Emilie Volle          | meerkamp team (v)        | 8e        | 377,715 punten                                                                                     |

### Handbal
| Olympiër | Onderdeel | Resultaat | Prestatie |
| --- | --------- | --------- | --- |
| Eric Amalou Grégory Anquetil Stéphane Cordinier Yohan Delattre Christian Gaudin Stéphane Joulin Guéric Kervadec Denis Lathoud Pascal Mahé Bruno Martini Gaël Monthurel Raoul Prandi Jackson Richardson Philippe Schaaf Stéphane Stoecklin Frédéric Volle | mannen    | 6e        | groep B: 1e W van Spanje: 27-25 W van Algerije: 23-22 W van Brazilië: 37-23 W van Egypte: 25-20 V van Duitsland: 23-24 halve finale: V van Kroatië: 20-24 bronzen finale: V van Spanje: 25-27 |

| Groep B |           |             |             |             |             |            |            |            |        |
| #       | Land      | Wedstrijden | Wedstrijden | Wedstrijden | Wedstrijden | Doelpunten | Doelpunten | Doelpunten | Punten |
| #       | Land      | G           | W           | G           | V           | V          | T          | Saldo      | Punten |
| 1       | Frankrijk | 5           | 4           | 0           | 1           | 145        | 114        | +31        | 8      |
| 2       | Spanje    | 5           | 4           | 0           | 1           | 114        | 97         | +17        | 8      |
| 3       | Egypte    | 5           | 3           | 0           | 2           | 113        | 103        | +10        | 6      |
| 4       | Duitsland | 5           | 3           | 0           | 2           | 121        | 112        | +9         | 6      |
| 3       | Algerije  | 5           | 0           | 1           | 4           | 95         | 117        | −22        | 1      |
| 4       | Brazilië  | 5           | 0           | 1           | 4           | 100        | 145        | −45        | 1      |

| Ronde          | Datum   | Plaats    | Land  | Score     | Land |
| -------------- | ------- | --------- | ----- | --------- | ---- |
| Groepsfase     |         |           |       |           |      |
| 24 juli        | Atlanta | Frankrijk | 27-25 | Spanje    |      |
| 25 juli        | Atlanta | Algerije  | 22-33 | Frankrijk |      |
| 27 juli        | Atlanta | Frankrijk | 37-23 | Brazilië  |      |
| 29 juli        | Atlanta | Egypte    | 20-25 | Frankrijk |      |
| 31 juli        | Atlanta | Frankrijk | 23-24 | Duitsland |      |
| Halve finale   |         |           |       |           |      |
| 2 augustus     | Atlanta | Frankrijk | 20-24 | Kroatië   |      |
| Bronzen finale |         |           |       |           |      |
| 4 augustus     | Atlanta | Spanje    | 27-25 | Frankrijk |      |

### Judo
| Olympiër                | Onderdeel | Resultaat | Prestatie |
| ----------------------- | --------- | --------- | --- |
| Franck Chambilly        | -60kg (m) | 13e       | 1e ronde: W van SVK Matuszek 2e ronde: V van ITA Giovinazzo herkansingen: V van GEO Vazagashvili                                                                                   |
| Larbi Benboudaoud       | -65kg (m) | 21e       | 1e ronde: V van BRA Guimaraes |
| Christophe Gagliano     | -71kg (m) | Brons     | 1e ronde: V van BRA Pereira herkansingen: W van TUR Abanoz herkansingen 2: W van NZL Corkin herkansingen 3: W van UZB Shturbabin bronzen finale: W van MGL Boldbaatar              |
| Djamel Bouras           | -78kg (m) | Goud      | 1e ronde: W van RUS Savchishkin 2e ronde: W van CHN Yuan kwartfinale: W van ARG Garcia halve finale: W van GER Dott finale: W van JPN Koga                                         |
| Darcel Yandzi           | -86kg (m) | 9e        | 1e ronde: W van GBR Birch 2e ronde: W van AUS Wilkinson kwartfinale: V van ROU Croitoru herkansingen: V van JPN Yoshida                                                            |
| Stéphane Traineau       | -95kg (m) | Brons     | 1e ronde: W van BLR Svirid 2e ronde: W van NZL Gowing kwartfinale: W van JPN Nakamura halve finale: V van KOR Kim bronzen finale: W van HUN Kovacs                                 |
| David Douillet          | +95kg (m) | Goud      | 1e ronde: W van BEL Van Barneveld 2e ronde: W van LUX Mueller kwartfinale: W van AUT Krieger halve finale: W van JPN Ogawa finale: W van ESP Pérez                                 |
|                         |           |           | |
| Sarah Nichilo-Rosso     | -48kg (m) | 5e        | 1e ronde: W van CHN Aiyue 2e ronde: W van VIE Trinh kwartfinale: V van PRK Sun herkansingen: W van NED Meijer herkansingen 2: W van POL Roszkowska bronzen finale: V van CUB Savon |
| Marie-Claire Restoux    | -52kg (m) | Goud      | 1e ronde: vrij 2e ronde: W van AUS Brain-Graigner kwartfinale: W van USA Pedulla halve finale: W van POL Krause finale: W van KOR Hyun                                             |
| Magali Baton            | -56kg (m) | 9e        | 1e ronde: V van CUB Gonzalez herkansingen: W van NED Gal herkansingen 2: V van GBR Fairbrother                                                                                     |
| Cathérine Fleury-Vachon | -61kg (m) | 13e       | 1e ronde: vrij 2e ronde: V van JPN Emoto herkansingen: V van RUS Bogomyakova |
| Alice Dubois            | -66kg (m) | 5e        | 1e ronde: vrij 2e ronde: W van CUB Revé kwartfinale: W van AUT Spacek halve finale: V van POL Szczepanska bronzen finale: V van CHN Wang                                           |
| Estha Essombe           | -72kg (m) | 5e        | 1e ronde: W van CAN Jenkins 2e ronde: W van CUB Luna kwartfinale: W van VEN Gomez halve finale: V van JPN Tanabe bronzen finale: V van ITA Scapin                                  |
| Christine Cicot         | +72kg (m) | Brons     | 1e ronde: vrij 2e ronde: V van POL Maksymow herkansingen: W van EGY Hefny halve finale: W van KOR Son bronzen finale: W van RUS Gundarenko                                         |

### Kanovaren
| Olympiër                        | Onderdeel     | Resultaat | Prestatie                                                                                                  |
| Slalom                          | Slalom        | Slalom    | Slalom |
| ------------------------------- | ------------- | --------- | --- |
| Emmanuel Brugvin                | C-1 (m)       | 6e        | 156,71 |
| Hervé Delamarre                 | C-1 (m)       | 5e        | 155,98 |
| Patrice Estanguet               | C-1 (m)       | Brons     | 152,84 |
| Frank Adisson Wilfrid Forgues   | C-2 (m)       | Goud      | 158,82 |
| Thierry Saïdi Emmanuel del Rey  | C-2 (m)       | 5e        | 165,47 |
| Laurent Burtz                   | K-1 (m)       | 4e        | 144,33 |
| Jean-Yves Cheutin               | K-1 (m)       | 23e       | 153,95 |
|                                 |               |           | |
| Anne Boixel                     | K-1 (v)       | 6e        | 172,79 |
| Myriam Fox-Jerusalmi            | K-1 (v)       | Brons     | 171,00 |
| Vlakwater                       |               |           | |
| Éric le Leuch                   | C-1 500m (m)  | 10e       | serie 2: 3e in 1.54,544 halve finale 1: 3e in 1.53,305                                                     |
| Pascal Sylvoz                   | C-1 1000m (m) | 5e        | serie 1: 6e in 4.33,618 halve finale 2: 2e in 4.11,483 finale: 5e in 3.59,014                              |
| Vincent Olla                    | K-1 1000m (m) | 16e       | serie 1: 5e in 3.58,075 herkansingen: 2e in 4.04,147 halve finale 2: 8e in 3.51,537                        |
| Pierre Lubac Patrick Lancereau  | K-2 1000m (m) | 5e        | serie 3: 2e in 3.40,198 halve finale 2: 2e in 3.18,722 finale: 5e in 3.11,402                              |
|                                 |               |           | |
| Anna Michaut                    | K-1 500m (v)  | 17e       | serie 1: 5e in 1.57,623 herkansingen: 3e in 2.05,477 halve finale 1: 8e in 1.55,930                        |
| Sabine Kleinhenz Séverine Loyau | K-2 500m (v)  | 9e        | serie 3: 4e in 1.46,989 herkansingen: 1e in 1.51,417 halve finale 1: 5e in 1.46,589 finale: 9e in 1.43,449 |

### Moderne vijfkamp
| Olympiër           | Onderdeel | Resultaat | Prestatie   |
| ------------------ | --------- | --------- | ----------- |
| Sebastien Deleigne | mannen    | 26e       | 5071 punten |
| Christophe Ruer    | mannen    | 12e       | 5363 punten |

### Paardensport
| Olympiër                                                                  | Onderdeel   | Resultaat | Prestatie                                                                                            |
| Dressuur                                                                  | Dressuur    | Dressuur  | Dressuur                                                                                             |
| ------------------------------------------------------------------------- | ----------- | --------- | --- |
| Dominique Brieussel                                                       | individueel | 23e       | Grand Prix Test: 22e met 66,00% Grand Prix Special: 23e met 130,14                                   |
| Dominique d'Esmé                                                          | individueel | 30e       | Grand Prix Test: 30e met 60,48%                                                                      |
| Margit Otto-Crépin                                                        | individueel | 7e        | Grand Prix Test: 7e met 71,32% Grand Prix Special: 7e met 146,26 Grand Prix Freestyle: 6e met 75,55% |
| Dominique Brieussel Dominique d'Esmé Margit Otto-Crepin Marie-Helene Syre | team        | 4e        | 5045 punten                                                                                          |
| Eventing                                                                  |             |           | |
| Marie-Christine Duroy                                                     | individueel | DNF       | niet gefinisht                                                                                       |
| Jean Teulére                                                              | individueel | 4e        | 77,20 strafpunten                                                                                    |
| Didier Willefert                                                          | individueel | 9e        | 89,20 strafpunten                                                                                    |
| Marie-Christine Duroy Roldolphe Scherer Koris Vieules Jacques Dulcy       | team        | 8e        | 162,40 strafpunten                                                                                   |
| Springconcours                                                            |             |           | |
| Roger-Yves Bost                                                           | individueel | DNF       | kwalificatie: 13e met 12,75 strafpunten                                                              |
| Patrice Delaveau                                                          | individueel | DNF       | kwalificatie: 25e met 16,50 strafpunten                                                              |
| Hervé Godignon                                                            | individueel | 17e       | kwalificatie: 7e met 8,50 strafpunten finale: 17e met 9 strafpunten                                  |
| Alexandra Ledermann                                                       | individueel | Brons     | kwalificatie: 16e met 16,00 strafpunten finale: 4e met 4 strafpunten                                 |
| Roger-Yves Bost Patrice Delaveau Hervé Godignon Alexandra Ledermann       | team        | 4e        | 20,25 strafpunten                                                                                    |

### Roeien
| Olympiër                                                                | Onderdeel              | Resultaat | Prestatie                                                                                                |
| ----------------------------------------------------------------------- | ---------------------- | --------- | --- |
| Frédéric Kowal Samuel Barathay                                          | dubbel-twee (m)        | Brons     | serie 4: 1e in 6.44,01 halve finale 2: 1e in 6.32,86 finale: 3e in 6.19,85                               |
| Michel Andrieux Jean-Christophe Rolland                                 | twee-zonder (m)        | Brons     | serie 1: 1e in 6.35,75 halve finale 1: 2e in 6.49,15 finale: 3e in 6.22,15                               |
| Yves Lamarque Vincent Lepvraud Sébastien Vieilledent Fabrice Leclerc    | dubbel-vier (m)        | 12e       | serie 1: 4e in 6.12,69 herkansingen: 3e in 5.51,82 halve finale 1: 5e in 6.03,74 finale B: 6e in 6.00,48 |
| Stéphane Barré Xavier Dorfman Stéphane Guerinot Henri-Pierre Dall'acqua | lichte vier-zonder (m) | 7e        | serie 3: 5e in 6.26,84 herkansingen: 3e in 5.59,95 halve finale 2: 4e in 6.15,75 finale B: 1e in 6.02,39 |
| Bertrand Vecten Olivier Moncelet Daniel Fauché Gilles Bosquet           | vier-zonder (m)        | Zilver    | serie 3: 3e in 6.18,70 halve finale 1: 1e in 6.09,58 finale: 2e in 6.07,03                               |
|                                                                         |                        |           | |
| Céline Garcia                                                           | skiff (v)              | 10e       | serie 2: 4e in 8.10,22 herkansingen: 2e in 8.32,58 halve finale 2: 5e in 8.13,37 finale B: 4e in 7.33,30 |
| Myriam Lamolle Catherine Muller                                         | lichte dubbel-twee (v) | 10e       | serie 1: 5e in 7.36,75 herkansingen: 3e in 7.03,27 halve finale 1: 5e in 7.20,11 finale B: 4e in 7.09,95 |
| Christine Gossé Hélène Cortin                                           | twee-zonder (v)        | Brons     | serie 2: 1e in 7.31,91 halve finale 2: 1e in 7.30,21 finale: 3e in 7.03,82                               |

### Schermen
| Olympiër                                                  | Onderdeel       | Resultaat | Prestatie |
| --------------------------------------------------------- | --------------- | --------- | --- |
| Jean-Michel Henry                                         | degen (m)       | 6e        | 1e ronde: vrij 2e ronde: W van ROU Epurescu: 15-9 3e ronde: W van COL Rivas: 15-11 kwartfinale: V van RUS Beketov: 13-15                                                                                                  |
| Robert Leroux                                             | degen (m)       | 12e       | 1e ronde: vrij 2e ronde: W van USA Bloom: 15-9 3e ronde: V van EST Kaaberma: 14-15 |
| Éric Srecki                                               | degen (m)       | 9e        | 1e ronde: vrij 2e ronde: W van ESP Gonzalez: 15-11 3e ronde: V van RUS Beketov: 10-15 |
| Jean-Michel Henry Robert Leroux Éric Srecki               | degen team (m)  | Brons     | 1e ronde: vrij kwartfinale: W van Spanje: 45-38 halve finale: V van Rusland: 42-45 bronzen finale: W van Duitsland: 45-42                                                                                                 |
| Franck Boidin                                             | floret (m)      | Brons     | 1e ronde: vrij 2e ronde: W van KOR Jeong: 15-14 3e ronde: W van ESP Garcia: 15-12 kwartfinale: W van FRA Omnès: 15-11 halve finale: V van ITA Puccini: 13-15 bronzen finale: W van GER Wienand: 15-11                     |
| Philippe Omnès                                            | floret (m)      | 7e        | 1e ronde: vrij 2e ronde: W van KAZ Grigoryev: 15-4 3e ronde: W van CUB Gregory: 15-14 kwartfinale: V van FRA Boidin: 11-15                                                                                                |
| Lionel Plumenail                                          | floret (m)      | Zilver    | 1e ronde: vrij 2e ronde: W van AUT Ludwig: 15-12 3e ronde: W van RUS Pavlovich: 15-12 kwartfinale: W van UKR Holubytskiy: 15-13 halve finale: W van GER Wienand: 15-9 finale: V van ITA Puccini: 12-15                    |
| Jean-Philippe Daurelle                                    | sabel (m)       | 12e       | 1e ronde: vrij 2e ronde: W van ESP Garcia: 15-9 3e ronde: V van FRA Touya: 7-15 |
| Franck Ducheix                                            | sabel (m)       | 13e       | 1e ronde: vrij 2e ronde: W van POL Olech: 15-11 3e ronde: V van GER Becker: 8-15 |
| Damien Touya                                              | sabel (m)       | Brons     | 1e ronde: vrij 2e ronde: W van UKR Kaliuzhniy: 15-11 3e ronde: W van FRA Daurelle: 15-7 kwartfinale: W van POL Sznajder: 15-12 halve finale: V van RUS Tsjarikov: 14-15 bronzen finale: W van HUN Navarrete: 15-7         |
| Jean-Philippe Daurelle Franck Ducheix Damien Touya        | sabel team (m)  | 5e        | 1e ronde: vrij kwartfinale: V van Polen: 42-45 |
|                                                           |                 |           | |
| Valérie Barlois-Mevel-Leroux                              | degen (v)       | Zilver    | 1e ronde: vrij 2e ronde: W van SWE Elinder: 15-3 3e ronde: W van SUI Hablützel-Bürki: 15-14 kwartfinale: W van HUN Nagy: 15-4 halve finale: W van ITA Zalaffi: 15-6 finale: V van FRA Flessel-Colovic: 12-15              |
| Laura Flessel-Colovic                                     | degen (v)       | Goud      | 1e ronde: vrij 2e ronde: W van ITA Chiesa: 15-10 3e ronde: W van UKR Titova: 15-11 kwartfinale: W van HUN Hormay: 15-12 halve finale: W van HUN Szalay-Horvath: 15-10 finale: W van FRA Leroux: 15-12                     |
| Sophie Moressée-Pichot                                    | degen (v)       | 10e       | 1e ronde: vrij 2e ronde: W van CHN Yang: 15-14 3e ronde: V van GER Ittner: 10-15 |
| Valérie Barlois Laura Flessel Sophie Moressee-Pichot      | degen team (v)  | Goud      | 1e ronde: vrij kwartfinale: W van Cuba: 45-35 halve finale: W van Rusland: 45-39 finale: W van Italië: 45-33 |
| Clothilde Magnan                                          | floret (v)      | 23e       | 1e ronde: V van USA Marsh: 9-15 |
| Laurence Modaine-Cessac                                   | floret (v)      | 4e        | 1e ronde: vrij 2e ronde: W van RUS Sharkova-Sidorova: 15-14 3e ronde: W van ITA Bianchedi: 15-0 kwartfinale: W van GER Weber-Koszto: 15-14 halve finale: V van ITA Vezzali: 7-15 bronzen finale: V van ITA Trillini: 9-15 |
| Adeline Wuillème                                          | floret (v)      | 14e       | 1e ronde: vrij 2e ronde: W van ROU Lazar-Szabo: 15-12 3e ronde: V van ROU Badea-Cârlescu: 6-15 |
| Clothilde Magnan Laurence Modaine-Cessac Adeline Wuillème | floret team (v) | 5e        | 1e ronde: vrij kwartfinale: V van Hongarije: 26-45 |

### Schietsport
| Olympiër          | Onderdeel                  | Resultaat | Prestatie                                                                             |
| ----------------- | -------------------------- | --------- | ------------------------------------------------------------------------------------- |
| Jean-Pierre Amat  | 10m luchtgeweer (m)        | Brons     | kwalificatie: 6e met 591 punten (99-98-97-99-99-99) finale: 3e met 693,1 punten       |
| Franck Badiou     | 10m luchtgeweer (m)        | 18e       | kwalificatie: 18e met 588 punten (97-99-97-99-98-98)                                  |
| Jean-Pierre Amat  | 50m geweer 3 houdingen (m) | Goud      | kwalificatie: 1e met 1175 punten (396-387-392) (OR) finale: 1e met 1273,9 punten (OR) |
| Roger Chassat     | 50m geweer 3 houdingen (m) | 18e       | kwalificatie: 35e met 1156 punten (392-385-379)                                       |
| Michel Bury       | 50m geweer liggend (m)     | 30e       | kwalificatie: 30e met 592 punten (99-98-100-99-97-99)                                 |
| Roger Chassat     | 50m geweer liggend (m)     | 39e       | kwalificatie: 39e met 590 punten (99-99-97-99-96-100)                                 |
| Franck Dumoulin   | 50m pistool (m)            | 11e       | kwalificatie: 11e met 560 punten (93-91-93-92-94-97)                                  |
| Gerard Fernandez  | 50m pistool (m)            | 28e       | kwalificatie: 28e met 553 punten (95-88-94-90-92-94)                                  |
| Franck Dumoulin   | 25m snelvuurpistool (m)    | 11e       | kwalificatie: 21e met 575 punten (285-290)                                            |
| Franck Dumoulin   | 10m luchtpistool (m)       | 36e       | kwalificatie: 36e met 573 punten (95-99-98-94-94-93)                                  |
| Gerard Fernandez  | 10m luchtpistool (m)       | 12e       | kwalificatie: 12e met 579 punten (94-95-95-100-98-97)                                 |
| Franck Durbesson  | skeet (m)                  | 7e        | kwalificatie: 7e met 121 punten (73-48)                                               |
| Christophe Vicard | trap (m)                   | 37e       | kwalificatie: 37e met 117 punten (70-47)                                              |
| Jean-Paul Gros    | dubbeltrap (m)             | 12e       | kwalificatie: 12e met 135 punten (47-43-45)                                           |
| Marc Mennessier   | dubbeltrap (m)             | 17e       | kwalificatie: 17e met 131 punten (42-47-42)                                           |
|                   |                            |           |                                                                                       |
| Valérie Bellenoue | 10m luchtgeweer (v)        | Brons     | kwalificatie: 2e met 395 punten (99-99-98-99) finale: 3e met 693,1 punten             |
| Carole Couesnon   | 10m luchtgeweer (v)        | 18e       | kwalificatie: 41e met 384 punten (99-96-94-95)                                        |
| Muriel Bernard    | dubbeltrap (v)             | 14e       | kwalificatie: 14e met 98 punten (34-35-29)                                            |

### Schoonspringen
| Olympiër     | Onderdeel     | Resultaat | Prestatie                        |
| ------------ | ------------- | --------- | -------------------------------- |
| Julie Danaux | 10m toren (v) | 29e       | voorronde: 29e met 201,27 punten |

### Synchroonzwemmen
| Olympiër | Onderdeel | Resultaat | Prestatie     |
| --- | --------- | --------- | ------------- |
| Virginie Dedieu Marianne Aeschbacher Myriam Lignot Celine Leveque Julie Fabre Isabelle Manable Magali Rathier Charlotte Massardier Delphine Maréchal Éva Riffet | team      | 5e        | 96,076 punten |

### Tafeltennis
| Olympiër                         | Onderdeel      | Resultaat | Prestatie |
| -------------------------------- | -------------- | --------- | --- |
| Jean-Philippe Gatien             | enkelspel (m)  | 17e       | groep G: 2e W van CHI Morales: 2-0 V van CZE Korbel: 0-2 W van PRK Choe: 2-0                                                                            |
| Patrick Chila                    | enkelspel (m)  | 9e        | groep P: 1e W van GRE Kreanga: 2-1 W van NGR Toriola: 2-2-0 W van IND Baboor: 2-1 2e ronde: V van GER Roßkopf: 0-3 (16-21, 16-21, 21-23)                |
| Patrick Chila Christophe Legout  | dubbelspel (m) | 17e       | groep C: 2e W van GHA Addy / Opuku: 2-0 W van SWE Karlsson / von Scheele: 2-1 V van CHN Kong / Liu: 0-2                                                 |
| Damien Eloi Jean-Philippe Gatien | dubbelspel (m) | 5e        | groep D: 1e W van HKG Chan/Lo: 2-0 W van PRK Choe/Li: 2-0 W van JAM Hyatt/Hylton: 2-0 kwartfinale: V van GER Fetzner/Roßkopf: 0-3 (12-21, 17-21, 10-21) |
|                                  |                |           | |
| Wang Xiaoming                    | enkelspel (v)  | 17e       | groep B: 3e W van UGA Musoke: 2-0 V van CHN Qiao: 0-2 V van JPN Sato: 0-2                                                                               |
| Emmanuelle Coubat Wang Xiaoming  | dubbelspel (v) | 9e        | groep A 2e V van CHN Deng / Qiao: 0-2 W van CAN Chiu / Geng: 2-0                                                                                        |

### Tennis
| Olympiër                       | Onderdeel      | Resultaat | Prestatie                                                                                                  |
| ------------------------------ | -------------- | --------- | --- |
| Guillaume Raoux                | enkelspel (m)  | 33e       | 1e ronde: V van ZIM Black: 3-6, 6-3, 2-6                                                                   |
| Arnaud Boetsch                 | enkelspel (m)  | 17e       | 1e ronde: W van NZL Steven: 6-2, 7-6(2) 2e ronde: V van ESP Bruguera: 6-7(7), 6-4, 2-6                     |
| Arnaud Boetsch Guillaume Raoux | dubbelspel (m) | 17e       | 1e ronde: V van AUS T Woodbridge/Woodforde: 2-6, 6-3, 3-6                                                  |
|                                |                |           | |
| Nathalie Tauziat               | enkelspel (v)  | 33e       | 1e ronde: V van ARG Sabatini: 5-7, 2-6                                                                     |
| Mary Pierce                    | enkelspel (v)  | 17e       | 1e ronde: W van BLR Barabansjtsjikava: 6-3, 7-5 2e ronde: V van ARG Gorrachategui: 4-6, 6-1, 5-7           |
| Mary Pierce Nathalie Tauziat   | dubbelspel (m) | 9e        | 1e ronde: W van POL Grzybowska/Olsza: 6-2, 3-6, 6-0 2e ronde: V van USA MJ Fernandez/G Fernández: 4-6, 3-6 |

### Voetbal
| Olympiër | Onderdeel | Resultaat | Prestatie |
| --- | --------- | --------- | --- |
| Lionel Letizi Martin Djetou Jérôme Bonnissel Florent Laville Patrick Moreau Claude Makelele Vikash Dhorasoo Florian Maurice Antoine Sibierski Robert Pires Geoffray Toyes Vincent Candela Olivier Dacourt Tony Vairelles Vincent Fernández Sylvain Wiltord Sylvain Legwinski Oumar Dieng | mannen    | 5e        | groep B: 1e W van Australië: 2-0 G van Spanje: 1-1 W van Saoedi-Arabië: 2-1 kwartfinale: V van Portugal: 1-2 |

| Groep B |               |             |             |             |             |            |            |            |        |
| #       | Land          | Wedstrijden | Wedstrijden | Wedstrijden | Wedstrijden | Doelpunten | Doelpunten | Doelpunten | Punten |
| #       | Land          | G           | W           | G           | V           | V          | T          | Saldo      | Punten |
| 1       | Frankrijk     | 3           | 2           | 1           | 0           | 5          | 2          | +3         | 7      |
| 2       | Spanje        | 3           | 2           | 1           | 0           | 5          | 3          | +2         | 7      |
| 3       | Australië     | 3           | 1           | 0           | 2           | 4          | 6          | −2         | 3      |
| 4       | Saoedi-Arabië | 3           | 0           | 0           | 3           | 2          | 5          | −3         | 0      |

| Ronde       | Datum   | Plaats    | Land | Score         | Land |
| ----------- | ------- | --------- | ---- | ------------- | ---- |
| Groepsfase  |         |           |      |               |      |
| 20 juli     | Miami   | Frankrijk | 2-0  | Australië     |      |
| 22 juli     | Orlando | Frankrijk | 1-1  | Spanje        |      |
| 24 juli     | Miami   | Frankrijk | 2-1  | Saoedi-Arabië |      |
| Kwartfinale |         |           |      |               |      |
| 27 juli     | Miami   | Portugal  | 2-1  | Frankrijk     |      |

### Volleybal
| Olympiër                                | Onderdeel | Resultaat | Prestatie |
| Beach                                   | Beach     | Beach     | Beach |
| --------------------------------------- | --------- | --------- | --- |
| Jean-Philippe Jodard Christian Penigaud | mannen    | 13e       | 1e ronde: W van EST Keel/Kreen: 15-8 2e ronde: V van BRA Zé Marco/Emanuel: 1-15 herkansingen: W van JPN Takao/Setoyama: 15-12 herkansingen 2: V van AUS Prosser/Zahner: 13-15 |
|                                         |           |           | |
| Brigitte Lesage Anabelle Prawerman      | vrouwen   | 13e       | 1e ronde: W van MEX Huerta/Soto: 15-11 2e ronde: V van USA McPeak/Reno: 4-15 herkansingen: W van CAN Malowney/Broen Oullette: 15-13 herkansingen 2: V van JPN Ishizaka/Nakano |

### Wielersport
| Olympiër                                                                           | Onderdeel                     | Resultaat | Prestatie |
| Baan                                                                               | Baan                          | Baan      | Baan |
| ---------------------------------------------------------------------------------- | ----------------------------- | --------- | --- |
| Frédéric Magné                                                                     | sprint (m)                    | 6e        | kwalificatie: 14e in 10,602 1e ronde: W van ESP Moreno: 10,740 2e ronde: V van FRA Rousseau 2e ronde herkansingen: 1e in 11,035 3e ronde: V van AUS Neiwand 3e ronde herkansingen: 1e in 10,975 kwartfinale: V van CAN Harnett: 1-2 5-8e plek: 2e |
| Florian Rousseau                                                                   | sprint (m)                    | 8e        | kwalificatie: 8e in 10,397 1e ronde: W van RSA van Zyl: 11,296 2e ronde: W van FRA Magné: 10,745 3e ronde: W van GER Pokorny: 10,828 kwartfinale: V van GER Fiedler: 0-2 5-8e plek: 4e                                                            |
| Florian Rousseau                                                                   | tijdrit (m)                   | Goud      | 1.02,712 (OR) |
| Francis Moreau                                                                     | puntenkoers (m)               | 5e        | 21 punten |
| Philippe Ermenault                                                                 | individuele achtervolging (m) | Zilver    | kwalificatie: 2e in 4.21,595 kwartfinale: W van ARG Perez: 4.22,826 halve finale: W van RUS Markov: 4.24,082 finale: V van ITA Collinelli: 4.22,714                                                                                               |
| Christophe Capelle Philippe Ermenault Jean-Michel Monin Francis Moreau Hervé Thuet | ploegenachtervolging (m)      | Goud      | kwalificatie: 1e in 4.09,570 kwartfinale: W van Nieuw-Zeeland: 4.08,965 halve finale: W van Italië: 4.06,880 finale: W van Rusland: 4.05,930 |
|                                                                                    |                               |           | |
| Félicia Ballanger                                                                  | sprint (v)                    | Goud      | kwalificatie: 2e in 11,277 1e ronde: W van FIN Kasslin: 11,901 kwartfinale: W van EST Salumäe: 2-0 halve finale: W van GER Neumann: 2-0 finale: W van AUS Ferris: 2-0                                                                             |
| Nathalie Even-Lancien                                                              | puntenkoers (v)               | Goud      | 24 punten |
| Marion Clignet                                                                     | individuele achtervolging (v) | Zilver    | kwalificatie: 2e in 3.35,774 kwartfinale: W van LTU Mažeikytė: 3.36,446 halve finale: W van GER Arndt: 3.35,412 finale: V van ITA Bellutti: 3.38,571                                                                                              |
| Moutainbike                                                                        |                               |           | |
| Christophe Dupouey                                                                 | mannen                        | 4e        | 2:25.03 |
| Miguel Martinez                                                                    | mannen                        | Brons     | 2:20.36 |
|                                                                                    |                               |           | |
| Laurence Leboucher                                                                 | vrouwen                       | 11e       | 1:59.00 |
| Sandra Temporelli                                                                  | vrouwen                       | 24e       | 2:06.57 |
| Weg                                                                                |                               |           | |
| Laurent Brochard                                                                   | tijdrit (m)                   | 20e       | 1:09.22 |
| Laurent Jalabert                                                                   | tijdrit (m)                   | 13e       | 1:07.34 |
| Laurent Brochard                                                                   | wegwedstrijd (m)              | 17e       | 4:56.33 |
| Laurent Jalabert                                                                   | wegwedstrijd (m)              | 21e       | 4:56.43 |
| Frédéric Moncassin                                                                 | wegwedstrijd (m)              | 107e      | 4:56.55 |
| Didier Rous                                                                        | wegwedstrijd (m)              | 83e       | 4:56.50 |
| Richard Virenque                                                                   | wegwedstrijd (m)              | 5e        | 4:55.10 |
|                                                                                    |                               |           | |
| Marion Clignet                                                                     | tijdrit (v)                   | 5e        | 38.14 |
| Jeannie Longo-Ciprelli                                                             | tijdrit (v)                   | Zilver    | 37.00 |
| Marion Clignet                                                                     | wegwedstrijd (v)              | 38e       | 2:41.50 |
| Jeannie Longo-Ciprelli                                                             | wegwedstrijd (v)              | Goud      | 2:36.13 |
| Catherine Marsal                                                                   | wegwedstrijd (v)              | 16e       | 2:37.06 |

### Worstelen
| Olympiër       | Onderdeel   | Resultaat   | Prestatie |
| Vrije stijl    | Vrije stijl | Vrije stijl | Vrije stijl |
| -------------- | ----------- | ----------- | --- |
| David Legrand  | -52kg (m)   | 12e         | 1e ronde: W van AUS Fitzgerald: 10-0 2e ronde: V van IRI Mohammadi: 0-5 3e ronde: V van JPN Sasayama: 5-12                                         |
| Grieks-Romeins | -52kg (m)   |             | |
| Fréderic Magné | -66kg (m)   | Zilver      | 1e ronde: W van RUS Tretyakov: 8-0 2e ronde: W van JPN Miyake: 10-0 3e ronde: vrij 4e ronde: W van BLR Madzjidov: 4-1 finale: V van POL Wolny: 0-7 |

### Zeilen
| Olympiër                                   | Onderdeel   | Resultaat | Prestatie                                       |
| ------------------------------------------ | ----------- | --------- | ----------------------------------------------- |
| Jean-Max de Chavigny                       | mistral (m) | 5e        | 37,0 punten: (7-5-10-1-14-5-2-7-10)             |
| Philippe Presti                            | finn (m)    | 15e       | 87,0 punten: (6-13-19-3-13-15-16-19-18-13)      |
| Jean-Francois Berthet Gwenael Berthet      | 470 (m)     | 6e        | 72,0 punten: (16-6-9-28-15-23-3-2-17-3-1)       |
|                                            |             |           |                                                 |
| Maud Herbert                               | mistral (v) | 8e        | 46,0 punten: (8-1-17-8-1-9-11-10-9)             |
| Florence Le Brun Annabel Chaulvin          | 470 (v)     | 15e       | 98,0 punten: (13-13-PMS-12-7-5-19-14-13-11-10)  |
|                                            |             |           |                                                 |
| Guillaume Florent                          | laser       | 15e       | 136,0 punten: (7-17-14-12-25-21-21-8-14-22-DSQ) |
| Frederic Le Peutrec Franck Citeau          | tornado     | 6e        | 46,0 punten: (8-1-3-7-8-4-5-11-4-6-9)           |
| Marc Bouet Sylvain Chtounder Gildas Morvan | soling      | 11e       | 69,0 punten: (11-DSQ-6-17-9-13-10-7-3-10)       |

### Zwemmen
| Olympiër                                                            | Onderdeel             | Resultaat | Prestatie                                         |
| ------------------------------------------------------------------- | --------------------- | --------- | ------------------------------------------------- |
| Christophe Kalfayan                                                 | 50m vrije slag (m)    | 14e       | serie 8: 6e in 22,83 finale B: 6e in 22,96        |
| Nicolas Gruson                                                      | 100m vrije slag (m)   | 23e       | serie 5: 5e in 50,71                              |
| Christophe Bordeau                                                  | 200m vrije slag (m)   | 24e       | serie 5: 7e in 1.52,17                            |
| Yann de Fabrique                                                    | 400m vrije slag (m)   | 14e       | serie 4: 5e in 3.55,42 finale B: 7e in 3.56,46    |
| Yann de Fabrique                                                    | 1500m vrije slag (m)  | 17e       | serie 4: 7e in 14.50,49                           |
| Franck Schott                                                       | 100m rugslag (m)      | 16e       | serie 5: 3e in 55,77 finale: 8e in 55,73          |
| Vladimir Latocha                                                    | 100m schoolslag (m)   | 9e        | serie 6: 5e in 1.02,80 finale B: 1e in 1.02,28    |
| Stéphan Perrot                                                      | 200m schoolslag (m)   | 23e       | serie 4: 6e in 2.18,58                            |
| Jean-Christophe Sarnin                                              | 200m schoolslag (m)   | 9e        | serie 4: 3e in 2.15,27 finale B: 6e in 2.16,26    |
| Franck Esposito                                                     | 100m vlinderslag (m)  | 14e       | serie 6: 3e in 55,77 finale B: 6e in 54,02        |
| David Abrard                                                        | 200m vlinderslag (m)  | 15e       | serie 4: 6e in 2.00,60 finale B: 7e in 2.01,25    |
| Franck Esposito                                                     | 200m vlinderslag (m)  | 4e        | serie 4: 4e in 1.58,79 finale: 4e in 1.58,10 (NR) |
| Xavier Marchand                                                     | 200m wisselslag (m)   | 14e       | serie 4: 2e in 2.03,17 finale: 8e in 2.04,29      |
| Ludovic Dépickère Nicolas Gruson Peirrick Chavatte Frédéric Lefevre | 4x100m vrije slag (m) | 11e       | serie 3: 4e in 3.21,79                            |
| Yann de Fabrique Lionel Poirot Bruno Orson Christophe Bordeau       | 4x200m vrije slag (m) | 8e        | serie 3: 3e in 7.22,98 finale: 8e in 7.24,85      |
| Franck Schott Vladimir Latocha Franck Esposito Nicolas Gruson       | 4x100m wisselslag (m) | 11e       | serie 2: 3e in 3.42,94                            |
|                                                                     |                       |           |                                                   |
| Casey Legler                                                        | 50m vrije slag (v)    | 29e       | serie 4: 8e in 26,52                              |
| Solenne Figuès                                                      | 100m vrije slag (v)   | 20e       | serie 4: 6e in 56,90                              |
| Solenne Figuès                                                      | 200m vrije slag (v)   | 12e       | serie 5: 6e in 2.02,75 finale B: 4e in 2.01,47    |
| Laëtitia Choux                                                      | 400m vrije slag (v)   | 24e       | serie 1: 1e in 4.21,39                            |
| Hélène Ricardo                                                      | 100m rugslag (v)      | 19e       | serie 3: 5e in 1.04,03                            |
| Hélène Ricardo                                                      | 200m rugslag (v)      | 15e       | serie 3: 4e in 2.14,18 finale B: 7e in 2.16,29    |
| Karine Brémond                                                      | 100m schoolslag (v)   | 25e       | serie 5: 8e in 1.11,80                            |
| Karine Brémond                                                      | 200m schoolslag (v)   | 29e       | serie 2: 1e in 2.36,26                            |
| Cécile Jeanson                                                      | 100m vlinderslag (v)  | 13e       | serie 4: 6e in 1.01,58 finale B: 5e in 1.01,20    |
| Cécile Jeanson                                                      | 200m vlinderslag (v)  | 10e       | serie 4: 2e in 2.13,58 finale B: 2e in 2.12,99    |
| Nadège Cliton                                                       | 200m wisselslag (v)   | 36e       | serie 3: 8e in 2.25,25                            |
| Nadège Cliton                                                       | 400m wisselslag (v)   | 31e       | serie 2: 8e in 5.06,46                            |
| Solenne Figuès Jacqueline Delord Casey Legler Marianne Le Verge     | 4x100m vrije slag (v) | 10e       | serie 1: 4e in 3.48,40                            |
| Marianne Le Verge Hélène Ricardo Laëtitia Choux Solenne Figuès      | 4x200m vrije slag (v) | 14e       | serie 1: 4e in 8.18,90                            |
| Hélène Ricardo Karine Brémond Cécile Jeanson Solenne Figuès         | 4x100m wisselslag (v) | 16e       | serie 1: 6e in 4.15,69                            |

Afghanistan · Albanië · Algerije · Amerikaanse Maagdeneilanden · Amerikaans-Samoa · Andorra · Angola · Antigua‑Barbuda · Argentinië · Armenië · Aruba · Australië · Azerbeidzjan · Bahama's · Bahrein · Bangladesh · Barbados · België · Belize · Benin · Bermuda · Bhutan · Bolivia · Bosnië en Herzegovina · Botswana · Brazilië · Britse Maagdeneilanden · Brunei · Bulgarije · Burkina Faso · Burundi · Cambodja · Canada · Centraal-Afrikaanse Republiek · Chili · China · Chinees Taipei · Colombia · Comoren · Congo-Brazzaville · Cookeilanden · Costa Rica · Cuba · Cyprus · Denemarken · Djibouti · Dominica · Dominicaanse Republiek · Duitsland · Ecuador · Egypte · El Salvador · Equatoriaal-Guinea · Estland · Ethiopië · Fiji · Filipijnen · Finland · Frankrijk · Gabon · Gambia · Georgië · Ghana · Grenada · Griekenland · Groot-Brittannië · Guam · Guatemala · Guinee · Guinee-Bissau · Guyana · Haïti · Honduras · Hongarije · Hongkong · Ierland · IJsland · India · Indonesië · Irak · Iran · Israël · Italië · Ivoorkust · Jamaica · Japan · Jemen · Joegoslavië · Jordanië · Kaaimaneilanden · Kaapverdië · Kameroen · Kazachstan · Kenia · Kirgizië · Koeweit · Kroatië · Laos · Lesotho · Letland · Libanon · Liberia · Libië · Liechtenstein · Litouwen · Luxemburg ·  Macedonië · Madagaskar · Malawi · Malediven · Maleisië · Mali · Malta · Marokko · Mauritanië · Mauritius · Mexico · Moldavië · Monaco · Mongolië · Mozambique · Myanmar · Namibië · Nauru · Nederland · Nederlandse Antillen · Nepal · Nicaragua · Nieuw-Zeeland · Niger · Nigeria · Noord-Korea · Noorwegen · Oeganda · Oekraïne · Oezbekistan · Oman · Oostenrijk · Pakistan · Palestina · Panama · Papoea-Nieuw-Guinea · Paraguay · Peru · Polen · Portugal · Puerto Rico · Qatar · Roemenië · Rusland · Rwanda · Saint Kitts en Nevis · Saint Lucia · Saint Vincent en Grenadines · Salomonseilanden · Samoa · San Marino · Sao Tomé en Principe · Saoedi-Arabië · Senegal · Seychellen · Sierra Leone · Singapore · Slovenië · Slowakije · Soedan · Somalië · Spanje · Sri Lanka · Suriname · Swaziland · Syrië · Tadzjikistan · Tanzania · Thailand · Togo · Tonga · Trinidad en Tobago · Tsjaad · Tsjechië · Tunesië · Turkije · Turkmenistan · Uruguay · Vanuatu · Venezuela · Verenigde Arabische Emiraten · Verenigde Staten · Vietnam · Wit-Rusland · Zaïre · Zambia · Zimbabwe · Zuid-Afrika · Zuid-Korea · Zweden · Zwitserland